# Francuski łącznik

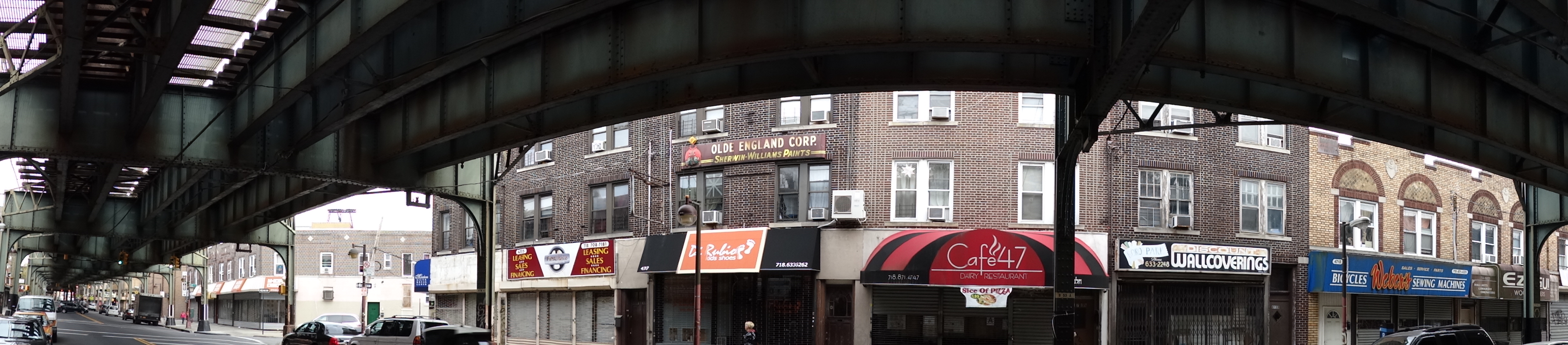
Okolica, w której nakręcono pościg za nowojorskim metrem

Francuski łącznik (ang. The French Connection) – amerykański film kryminalny z 1971 roku na podstawie książki Robina Moore’a i Edwarda Keyesa, nagrodzony Oscarem w kategorii Najlepszy film. Obraz jest oparty na autentycznych wydarzeniach z lat 60. XX wieku.

## Obsada
- Gene Hackman – Jimmy „Popeye” Doyle
- Fernando Rey – Alain Charnier
- Roy Scheider – Buddy Russo
- Tony Lo Bianco – Sal Boca
- Marcel Bozzuffi – Pierre Nicoli
- Frédéric de Pasquale – Devereaux
- Bill Hickman – Mulderig
- Ann Rebbot – Marie Charnier
- Harold Gary – Weinstock
- Arlene Farber – Angie Boca
- Eddie Egan – Simonson
- André Ernotte – La Valle
- Sonny Grosso – Klein
- Benny Marino – Lou Boca

## Fabuła
Film jest oparty na prawdziwych wydarzeniach. Policjant Jimmy „Popeye” Doyle (Gene Hackman) i jego kolega Buddy Russo (Roy Scheider) wpadają na trop przemytu heroiny z Marsylii do Nowego Jorku. 

## Nagrody i nominacje
Oscary za rok 1971
- Najlepszy film – Philip D’Antoni
- Najlepsza reżyseria – William Friedkin
- Najlepszy scenariusz adaptowany – Ernest Tidyman
- Najlepszy montaż – Gerard B. Greenberg
- Najlepszy aktor – Gene Hackman
- Najlepsze zdjęcia – Owen Roizman (nominacja)
- Najlepszy dźwięk – Theodore Soderberg, Christopher Newman (nominacja)
- Najlepszy aktor drugoplanowy – Roy Scheider (nominacja)

Złote Globy 1971
- Najlepszy film dramatyczny
- Najlepszy aktor dramatyczny – Gene Hackman
- Najlepsza reżyseria – William Friedkin
- Najlepszy scenariusz – Ernest Tidyman (nominacja)

Nagroda BAFTA 1972
- Najlepszy aktor – Gene Hackman
- Najlepszy montaż – Gerard B. Greenberg
- Najlepszy film (nominacja)
- Najlepsza reżyseria – William Friedkin (nominacja)
- Najlepszy dźwięk – Theodore Soderberg, Christopher Newman (nominacja)